# Heinz Lüneburg

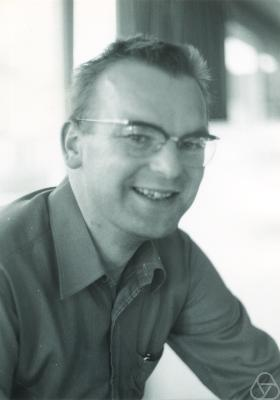
Heinz Lüneburg (1972)

Heinrich „Heinz“ Lüneburg (* 30. März 1935 in Bonn; † 19. Januar 2009 in Kaiserslautern) war ein deutscher Mathematiker, der sich mit Kombinatorik, Geometrie und Algebra beschäftigte.
Lüneburg wurde 1962 an der Johann Wolfgang Goethe-Universität Frankfurt bei Reinhold Baer (und Ruth Moufang) promoviert (Affine Hjelmslevebenen mit transitiver Translationsgruppe. Mathematische Zeitschrift Band 79, 1962, S. 260). 1963 ging er an die Johannes-Gutenberg-Universität Mainz, wo er sich 1964 habilitierte. Ab 1970 war er Professor an der damals neu gegründeten Universität Kaiserslautern, wo er den Fachbereich Mathematik mit aufbaute. Einen Ruf 1975 nach Bayreuth lehnte er ab. 2003 ging er in den Ruhestand.
Lüneburg beschäftigte sich unter anderem mit endlichen Geometrien, die er mit gruppentheoretischen Methoden untersuchte. Beispielsweise bewies er 1964, dass endliche projektive Ebenen der Ordnung {\displaystyle n} mit Kollineationsgruppe (Automorphismengruppe) {\displaystyle PSL(2,n)}, wobei {\displaystyle n} die Potenz einer Primzahl ist, Desargues-Ebenen sind. Er untersuchte auch projektive Ebenen mit den einfachen endlichen Suzuki-Gruppen als Kollineationsgruppen (Abhandlungen Math.Seminar Hamburg 1965). Später verlagerten sich seine Interessen zu algorithmischer Algebra und Geschichte der Mathematik.
Seine Arbeiten zur Geschichte der Mathematik entstanden aus dem intensiven Studium von Primärquellen (Leonardo da Pisa, Cardano, Tartaglia) mit einer ausgeprägten Neugier zugleich für sprachliche, chronologische und kulturgeschichtliche Details, die sich auch im Stil der Darstellung in Form von zahllosen Exkursen, Abschweifungen und eingeflochtenen persönlichen Beobachtungen niederschlug. Sein Buch über den Liber Abbaci von Leonardo da Pisa, obwohl von ihm selbst ausdrücklich nur als Dokument seiner mathematischen „Lesevergnügen“ ohne Anspruch auf historische Wissenschaftlichkeit deklariert, ist in der Unbefangenheit und Sorgfalt der Auseinandersetzung mit dem Text ein Unikum in der Leonardoforschung und der wichtigste deutschsprachige Beitrag auf diesem Gebiet.

## Schriften
- Kombinatorik. Elemente der Mathematik vom höheren Standpunkt Band 5, Birkhäuser 1971, ISBN 978-3-7643-0548-2, doi:10.1007/978-3-0348-5772-7.
- Einführung in die Algebra. Hochschultext, Springer 1973 (Lineare Algebra), ISBN 978-3-540-06260-8, doi:10.1007/978-3-642-86497-1.
- Vorlesungen über Lineare Algebra. Versehen mit der zu ihrem Verständnis nötigen Algebra sowie einigen Bemerkungen zu ihrer Didaktik. BI Wissenschaftsverlag 1993.
- Vorlesungen über Zahlentheorie. Elemente der Mathematik vom höheren Standpunkt, Band 8, Birkhäuser 1978, ISBN 978-3-7643-0932-9, doi:10.1007/978-3-0348-5330-9.
- Galoisfelder, Kreisteilungskörper und Schieberegisterfolgen. BI Wissenschaftsverlag 1979.
- Translation Planes. Springer 1980, ISBN 3-540-09614-0, doi:10.1007/978-3-642-67412-9
- Die Suzukigruppen und ihre Geometrien. Lecture Notes in Mathematics Band 10, Springer 1965, ISBN 978-3-540-03353-0, doi:10.1007/BFb0082211
- On the Rational Normal Form of Endomorphisms. A Primer to Constructive Algebra. BI Wissenschaftsverlag 1987.
- Kleine Fibel der Arithmetik. Lehrbücher und Monographien zur Didaktik der Mathematik Band 8, BI Wissenschaftsverlag 1987 (Algorithmen der elementaren Zahlentheorie).
- Tools and Fundamental Constructions of Combinatorial Mathematics. BI Wissenschaftsverlag 1989.
- Leonardi Pisani Liber Abbaci oder Lesevergnügen eines Mathematikers. BI Wissenschaftsverlag 1992, 2. Auflage 1993.
- Gruppen, Ringe, Körper. Die grundlegenden Strukturen der Algebra. Oldenbourg Verlag 1999, ISBN 3-486-24977-0, doi:10.1524/9783486599022
- Die euklidische Ebene und ihre Verwandten. Birkhäuser 1999, ISBN 3-7643-5685-5, doi:10.1007/978-3-0348-8873-8.
- Charakterisierungen der endlichen desarguesschen projektiven Ebenen. In: Mathematische Zeitschrift. Band 85, 1964, S. 419.
- Gruppentheoretische Methoden in der Geometrie. In: Deutsche Mathematiker-Vereinigung (Hrsg.): Jahresbericht der Deutschen Mathematiker-Vereinigung. Band 70. Teubner, 1967, ISSN 0012-0456, S. 16–51 (uni-goettingen.de).
- Von Zahlen und Größen. Dritthalbtausend Jahre Theorie und Praxis. Birkhäuser 2008, 2 Bände, ISBN 978-3-7643-8776-1, doi:10.1007/978-3-7643-8777-8, ISBN 978-3-7643-8778-5, doi:10.1007/978-3-7643-8779-2.
- Zahlentheorie. 1. Auflage 2010, Oldenbourg Wissenschaftsverlag, ISBN 978-3-486-59680-9, doi:10.1524/9783486711554
- Größen und Zahlen. 1. Auflage 2010, Oldenbourg Wissenschaftsverlag, ISBN 978-3-486-59679-3, doi:10.1524/9783486711561